# Anatole Mallet
Jules T. Anatole Mallet (23. května 1837, Carouge – 10. října 1919, Paříž) byl švýcarský inženýr a svého času úspěšný konstruktér parních lokomotiv. Po něm pojmenovaný typ konstrukce členěného pojezdu byl i základem největších lokomotiv, které byly kdy postaveny.
Mallet vystudoval pařížskou „École Centrale des Arts et Manufactures“. Poté pracoval jako konstruktér přístavních zařízení, mimo jiné i pro Suezský kanál.
V roce 1867 se začal zabývat parním strojem a objevil myšlenku sdruženého parního stroje. Zkusil tento stroj uplatnit na parní lokomotivě a na toto uplatnění obdržel v roce 1874 patent. Vzápětí si nechal patentovat i rozjížděcí zařízení, které umožňuje vpuštění čerstvé páry do nízkotlakého válce a umožňuje tak rozjezd lokomotivy i v případě, že se vysokotlaký píst nachází v krajním bodě.
Pozornost vzbudil Mallet v roce 1876, kdy byly nasazeny do provozu na dráze Bayonne – Biarritz dvě dvouválcové tendrové lokomotivy přestavěné podle jeho návrhu na sdružené. Lokomotivy fungovaly, avšak při vyšších rychlostech vykazovaly neklidný chod – to bylo způsobeno nerovnoměrným rozdělením výkonu mezi oběma válci. Stejné uspořádání měly lokomotivy ČSD ř. 422.0. Malletovi se však nepodařilo přimět železniční společnosti k zavedení sdružených strojů. Také pozdější konstrukce s děleným pojezdem a dvěma páry válců připadaly většině společností příliš komplikované. Pozdější zavedení přehřívačů se ukázalo jako schůdnější cesta ke zvýšení účinnosti.

## Konstrukce lokomotiv

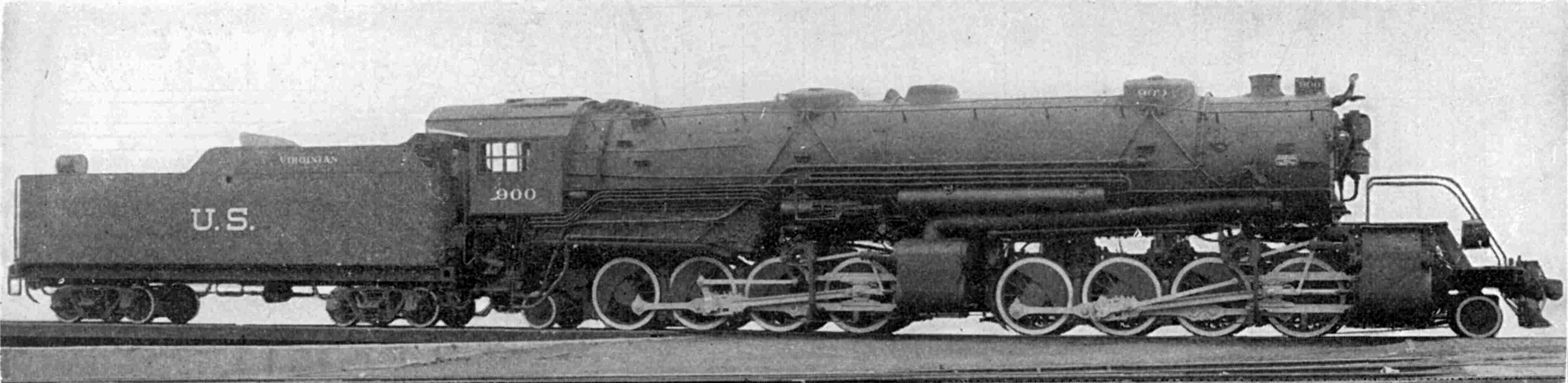
severoamerická lokomotiva USRA 2-8-8-2 s Malletovým pojezdem

Tehdejší lokomotivy s děleným pojezdem typů Farlie a Meyer trpěly zejména nedostatečným utěsněním pohyblivých přívodů páry do parních strojů na podvozcích. Mallet tuto nevýhodu částečně zmírnil tím, že vysokotlaký parní stroj s dvojkolími zabudoval do rámu lokomotivy a jen nízkotlaké válce nechal v samostatném podvozku. V roce 1884 získal na toto uspořádání patent a o čtyři roky později – v roce 1888 dokončili v Belgii u firmy Decauville první lokomotivu tohoto uspořádání. Jednalo se o úzkorozchodnou lokomotivu s rozchodem 600 mm. Veřejnosti byla představena na výstavě v Paříži v roce 1889.
V roce 1911[zdroj?] bylo v provozu přes 500 maletek. Časem bylo u některých lokomotiv opuštěno od principu sdruženého stroje a zůstal zachován pouze dělený pojezd. I tyto lokomotivy bývají obvykle nazývány malletky. Jednalo se o největší parní lokomotivy na světě. V této době se Anatole Mallet již tohoto vývoje nezúčastnil. V roce 1888 vyvinul originální lokomotivu pro irskou jednokolejnicovou dráhu Listowel–Ballybunion.